# Coolse Poort
De Coolse Poort is een groot kantoorgebouw in het centrum van de stad Rotterdam op de hoek van de Coolsingel en de Westblaak. Aan de noordzijde sluit het gebouw aan op het winkelgebied van de Lijnbaan. In de plint zijn dan ook diverse winkel en horecazaken gevestigd.

## Geschiedenis
Het gebouw is vernoemd naar de Coolsche Poort (of Binnenwegsche Poort) die vanaf 1624 op deze locatie stond. Deze werd aan het begin van de 19de eeuw na het afbreken van de vestingmuren gesloopt. Na het bombardement van 1940 werd op de plek van de vooroorlogse bebouwing aan de toenmalige Schiedamse Vest het gebouw van het Rotterdamsch Nieuwsblad van architect Frits Eschauzier gerealiseerd. In 1974 werd dit wederopbouwpand gesloopt om plaats te maken voor de moderne Coolse Poort. 

### De bouw
Na de sloop van het pand van het Rotterdamsch Nieuwsblad in 1974 weigerde het nieuw aangetreden Rotterdamse college de bouwvergunning voor de nieuwbouw. Het college en dan met name de PvdA-fractie vreesde mobiliteitsproblemen die een dergelijk groot kantoorpand op de bewuste locatie met zich mee zou brengen, ook vond men het ontwerp te hoog. De Britse beleggingsmaatschappij Northborough die het pand en de grond van uitgeverij Sijthoff had gekocht kwam door de onzekerheden over de bouwvergunning in financiële problemen. De aannemer was al begonnen met voorbereidende werkzaamheden zoals het aanleggen van damwanden en legde de gemaakte kosten neer bij de ontwikkelaar. Verzekeringsmaatschappij Nationale-Nederlanden kocht ten slotte in 1975 de grond voor 12,5 miljoen gulden over van Northborough. De Gemeente Rotterdam had inmiddels advies ingewonnen bij diverse deskundigen waaronder rechtswetenschapper Wiek Slagter. Deze wees op de schadeclaims die de gemeente tegemoet zou kunnen zien als het vasthield aan de oorspronkelijke bezwaren. Omdat ook de toenmalige rijksbouwmeester geen belemmeringen zag voor hoogbouw op de locatie en daarom een positief advies gaf bracht het college van B&W de plannen schoorvoetend in stemming in de gemeenteraad.  Deze ging op 7 augustus 1975 akkoord, al was het niet van harte . 
De Coolse Poort werd in het voorjaar van 1979 opgeleverd. Het was één van de laatste hoogbouwprojecten van de jaren zeventig voor de kantoren- en hoogbouwstop in het centrum.

## Ontwerp
De Coolse Poort bestaat uit drie rechthoekige bouwdelen rond een centrale kern. Aan het Binnenwegplein is een laagbouwdeel met winkels toegevoegd als overgang naar de lagere bestaande winkelbebouwing. De vleugels zijn vrij indeelbaar met kantoorvertrekken aan weerszijden van een middengang. Het gebouw valt op vanwege zijn vliesgevel die uitgevoerd is in donkerpaars aluminium en purper glas. Daardoor kreeg het gebouw bij oplevering de bijnaam "De Aubergine."

## Fotogalerij

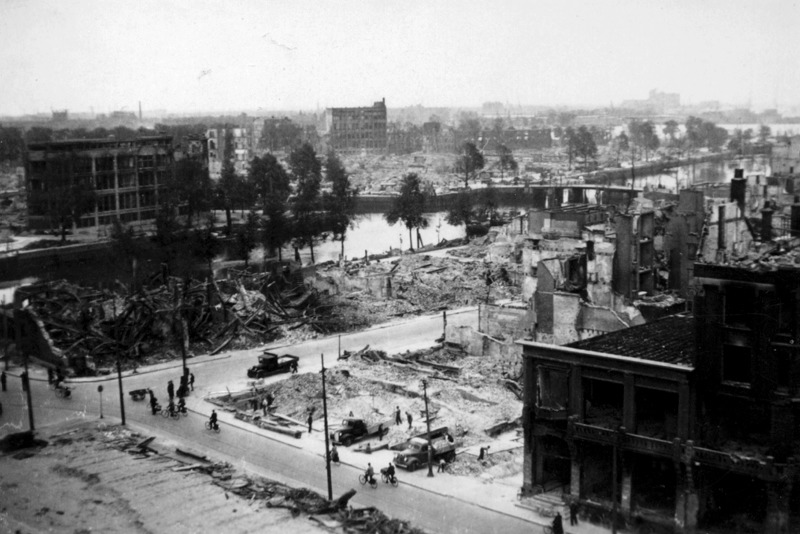
De verwoeste Leuvehaven en omgeving Schiedamsedijk in 1940
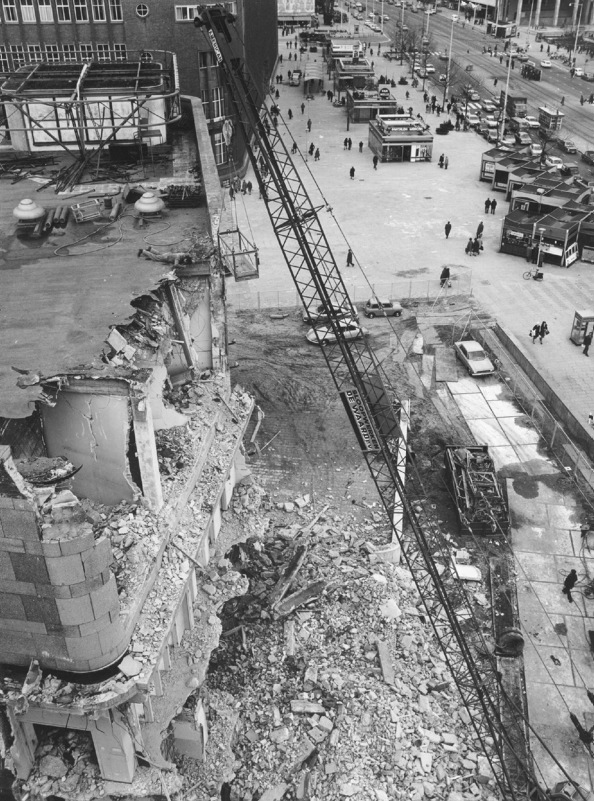
Sloop van het gebouw van het Rotterdamsch Nieuwsblad in 1973
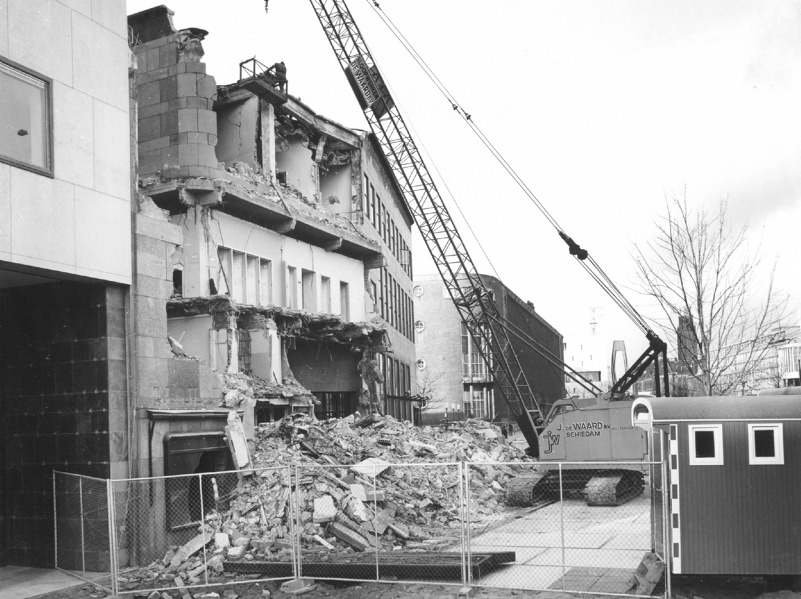
Sloop van het gebouw van het Rotterdamsch Nieuwsblad in 1973
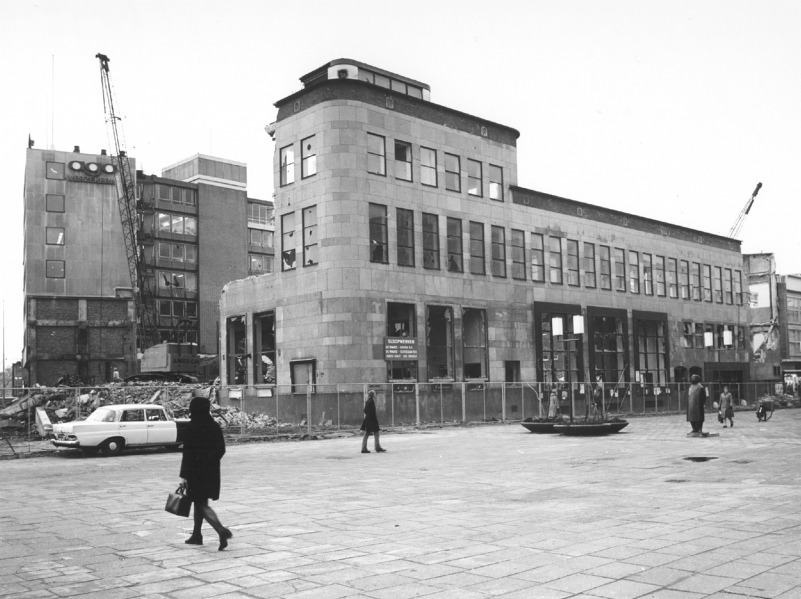
Sloop van het gebouw van het Rotterdamsch Nieuwsblad in 1974
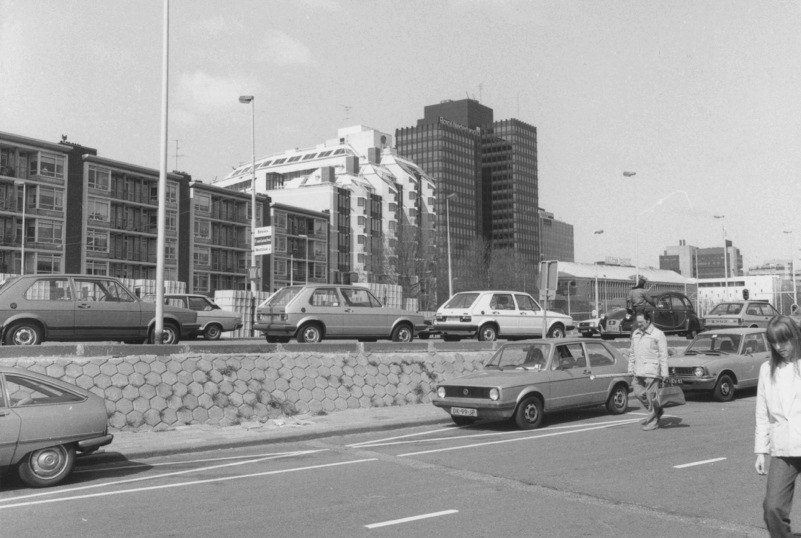
Coolse Poort bezien vanaf de Schiedamsedijk in 1982